# 한용운선생생가지
한용운선생생가지(韓龍雲先生生家地)는 충청남도 홍성군 결성면 성곡리에 있다 1989년 12월 29일 충청남도의 기념물 제75호로 지정되었다.